# 位子
位子（いし）は、古代日本の律令制における官人の任用資格の1つで、内位六位以下八位以上の嫡子をいう。蔭子・白丁とともに官人任用法における資格身分体系を構成する。

## 概要
養老令軍防令によれば、21歳以上で役職についていない者は、毎年中央・諸国の官司が調べて三等に分かち、礼儀正しく書や算術が得意な者を「上等」、身体が丈夫で弓馬をよく扱う者を「中等」、体格が劣り文字や数を知らない者を「下等」として上等・下等は式部省、中等は兵部省に送った。両省は簡単な試験を行って、上等を大舎人、中等を兵衛、下等を使部に任ずることになっていた。ただし、中には留省（省預かり）になる者（式部位子・兵部位子）もおり、その場合でも一定の出仕を行えば叙位された。また、造寺司など人手不足の官司に出向する場合もあった。庶子を採ることもあったが、和銅元年（708年）4月に庶子の位子を禁じている（『続日本紀』）。ただし、『令義解』には兵衛に限って人員不足を補うために庶子を採る事を認めている。位子にはこの他に課役の一部免除、刑法上の優遇、大学への情願入学（ただし、これは庶子でも認められる場合があった）などの特権を有していた。